# Buchholz (Bedburg)

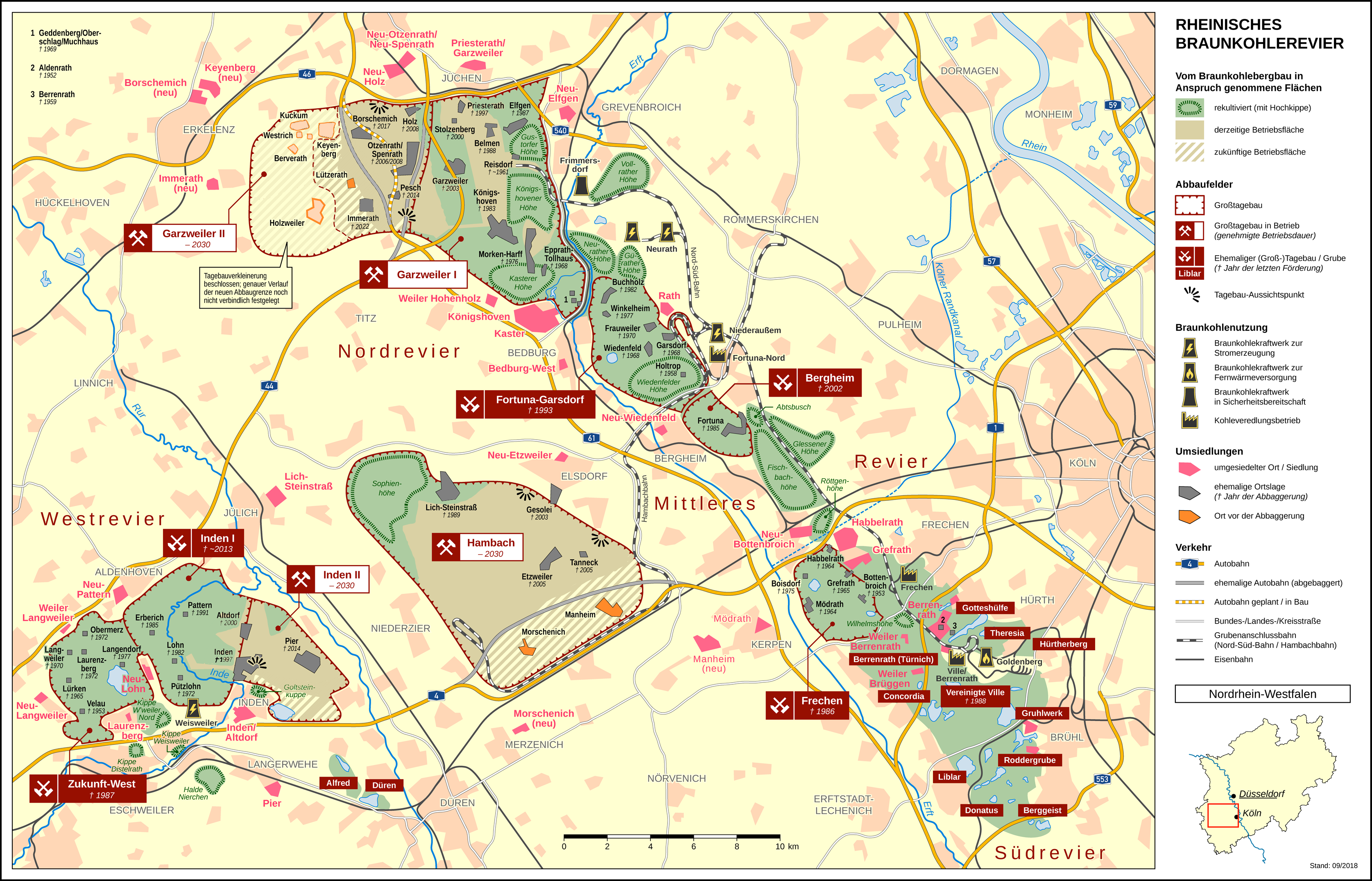
Lage des ehemaligen Ortes Buchholz sowie des Umsiedlungsstandortes Bedburg-West im Rheinischen Braunkohlerevier

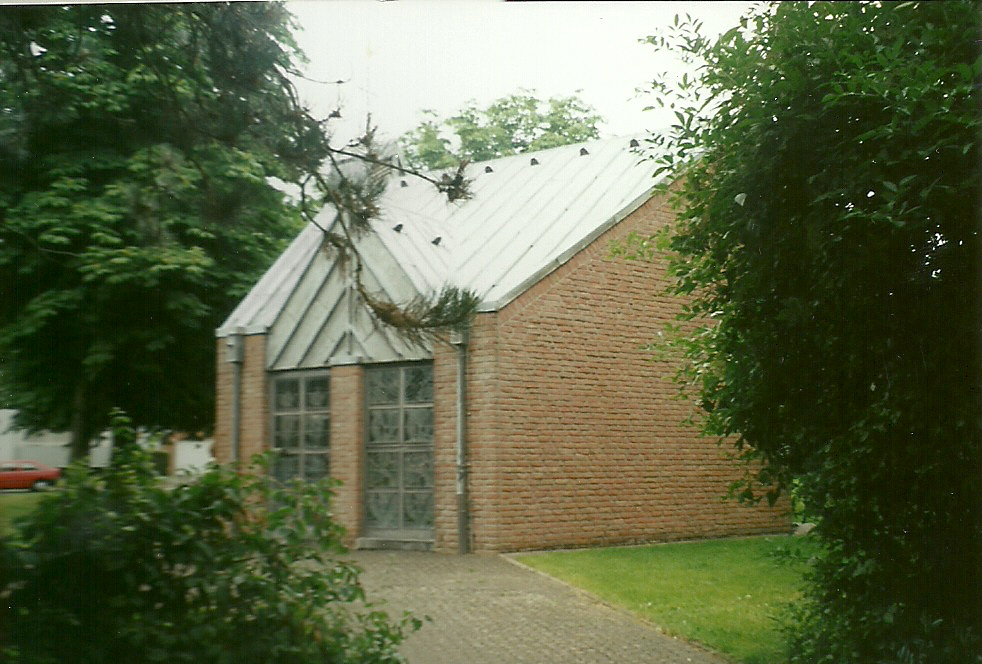
Sankt Antoniuskapelle am Umsiedlungsort

Buchholz war ein Ortsteil von Bedburg im Rhein-Erft-Kreis in Nordrhein-Westfalen. Die Ortschaft wurde 1982 zusammen mit einigen anderen kleineren Ortschaften nach Bedburg-West umgesiedelt, um dem Tagebau Fortuna-Garsdorf Platz zu machen und anschließend abgebaggert.
Buchholz war Standort der Sankt Antoniuskapelle, die auch am Umsiedlungsort in Bedburg-West aufgebaut wurde. Im Dorf gab es lange Zeit auch eine einklassige Dorfschule, wo Jakob Heinen, der Vater des Priesters und Erwachsenenpädagogen Anton Heinen, nach dem auch heute viele Schulen benannt sind, zur Schule ging. 
In Morken-Harff (neu) bei Kaster wurden insgesamt 5 Umsiedler aus Belmen, Winkelheim und Buchholz gezählt.
Heute erinnert im neuen Ort die Antoniuskapelle, eine Gedenktafel und die Buchholzerstraße. Zuletzt wurden im alten Dorf 83 Anwesende gezählt. Das Dorf hatte bis zur Umsiedlung ursprünglich 349 Einwohner.